# Fatu Hiva
Fatu Hiva (dawniej hiszp. Isla Magdalena) – wyspa w archipelagu Markizów na obszarze Polinezji Francuskiej.

Położenie na mapie Markizów

## Podstawowe dane statystyczne
- Główna miejscowość wyspy – Hanavave